# Lek (biologie)

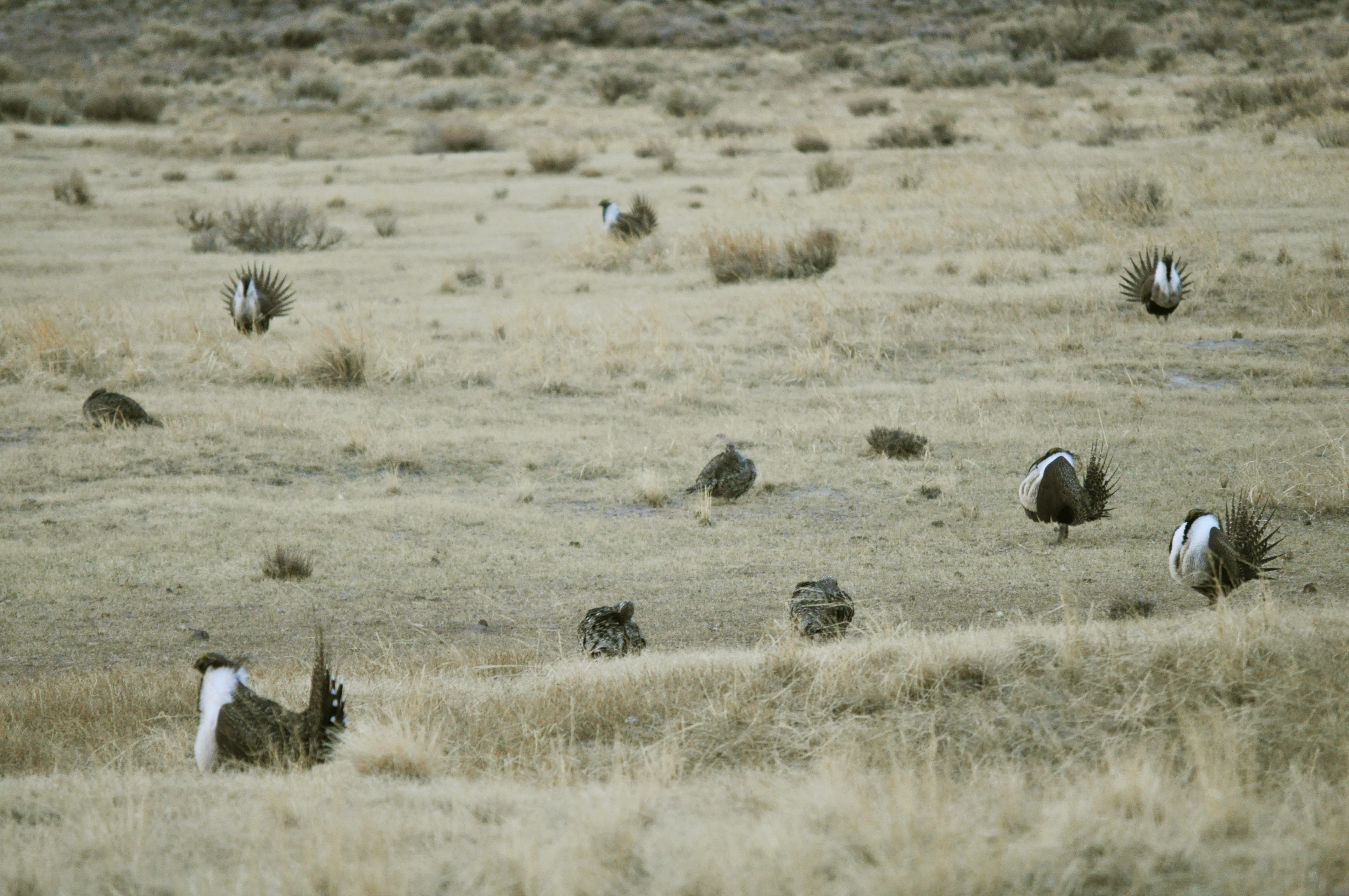
Skupinový tok tetřívků pelyňkových; na fotografii lze vidět šest samců jak předvádí své opeření méně nápadným samicím

Lek či lekový systém (u ptáků znám jako skupinový tok) je typ rozmnožovací strategie u některých druhů zvířat. Spočívá ve shluku samců na jednom místě (označovaném jako lekoviště či aréna, u ptáků známé jako tokaniště), kde samci předvádí své zásnubní pózy a rituály, při nichž si samice vybírají svého budoucího partnera.
Lekový systém lze nalézt u řady druhů ptáků, hmyzu a savců. Míra interakce mezi samci se liší od vůbec žádné až po propracované kooperativní namlouvací tance.

## Definice leku
Lek je poměrně obtížné definovat. Americký biolog Jack Bradbury jej definoval s pomocí čtyř hlavních kritérii:
1. Samci neposkytují svým potomkům parentální péči a jejich příspěvek je omezen na spermie.
2. Samci se shlukují na shromaždištích (lekovištích), na které se samice přicházejí pářit.
3. Místa na lekovištích, odkud dochází k vokálním projevům samcům, neobsahují žádné jiné zdroje než samotné samce.
4. Samice se mohou svobodně rozhodnout, kterého samce si vyberou ke kopulaci.

## Paradox leku
Samice během leku dávají přednost samcům s nejvýraznějšími druhotně pohlavními znaky (např. nejlepším peřím; ze samičího výběru přitom samicím plyne pouze výhoda geneticky kvalitnějších potomků). Během několika málo generací by však mělo díky samičímu výběru dojít k eliminaci genetické variability v druhotných pohlavních znacích, a tím i k setření výhod v jejich další preferenci ze strany samic a expresi ze strany samců. Dlouhodobé přetrvávání tohoto rozmnožovacího systému i variability v genech pro druhotné pohlavní znaky se označuje jako tokaništní paradox.